# 新彼得里夫卡 (列別金市鎮)
50°49′32″N 34°12′42″E / 50.82556°N 34.21167°E
新彼得里夫卡（烏克蘭語：Новопетрівка）是位於烏克蘭東北部的镇，由蘇梅州蘇梅區的列别金市镇負責管轄。該鄉村居民点處於蘇拉河左岸，距離洛赫尼亞1公里，海拔高度150米，2001年人口114。